# Amilcare Ponchielli

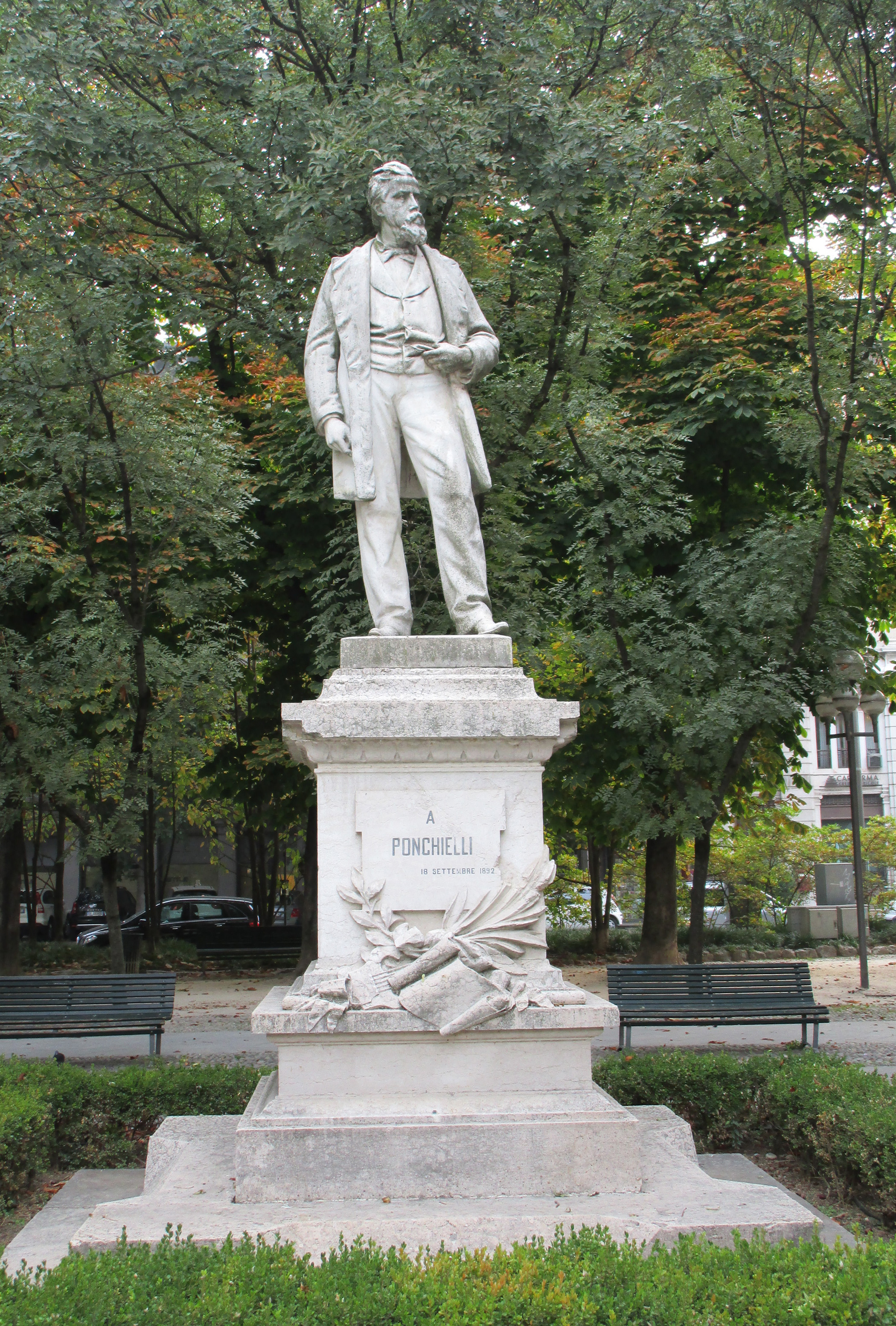
Monumento em marmore dedicado ao mestre Ponchielli nos Jardins Públicos João Paulo II, em Cremona.

Amilcare Ponchielli (Paderno Fasolaro, 31 de agosto de 1834 — Paderno Fasolaro, 16 de janeiro de 1886) foi um compositor italiano, basicamente de óperas.
Nascido num pequeno vilarejo próximo a Cremona, Ponchielli ganhou aos nove anos uma bolsa de estudos para estudar música no Conservatório de Milão, escrevendo sua primeira sinfonia quando tinha dez anos.
Dois anos depois de deixar o conservatório, escreveu a sua primeira ópera -- baseada no grande livro de Alessandro Manzoni I promessi sposi -- e foi um compositor de ópera que, eventualmente, encontrou a fama.

## Óperas
- Il sindaco babbeo, 1881 (um projeto de estudante)
- I promessi sposi, Cremona 1856. Ignorado pela imprensa.
- Bertrando del Bornio, 1858 (agendado para Turim mas não executado)
- La Savoiarda, 1861; revisada como Lina, 1877
- Roderico, re dei Goti, 1863
- I promessi sposi, Milão (T. Dal Verme) 1872. Sucesso como uma versão revisada.
- Il parlatore eterno, 1873 (um monólogo para barítono)
- I Lituani, 1874; revisada, 1875
- La Gioconda, Milão 1876; Criada por Julian Gayarre; versões revisadas 1876 e 1880. A parte mais conhecida desta ópera é a "Dança das Horas", um curto balé romântico.
- Il figliuol prodigo, Milan 1880. Criada por  Francesco Tamagno
- Marion Delorme, Milão 1885; Criada por Francesco Tamagno; revisada Brescia, 1885.
- I Mori di Valenza (deixada imcompleta; finalizada por Arturo Cadore e estreada em Monte Carlo Mar. 17, 1914); Criada por Giovanni Martinelli